# 카를로 리조
카를로 리조(Carlo Rizzo, 1907년 4월 30일 ~ 1979년 7월 26일)는 이탈리아의 배우이다.

## 영화
- 트랜스포터: 리퓰드 (2015년)
- 브릭 맨션: 통제불능 범죄구역 (2014년)
- 파리 카운트다운 (2013년)
- 디바이드 (2011년)
- 인생 스토리 (2009년)
- 트랜스포터 - 라스트 미션 (2008년)
- 프런티어 (2007년)
- 히트맨 (2007년)